# Mellery
Mellery (en wallon Mélénri) est une section de la commune belge de Villers-la-Ville située en Région wallonne dans la province du Brabant wallon.
C'était une commune à part entière avant la fusion des communes de 1977.

## Géographie
Ce village est à une altitude moyenne de 150 mètres. Le cadastre divise le territoire de Mellery en deux sections : le Culot et le Village.
Le village est arrosé par le ruisseau du Tobais, affluent de la Thyle et qui prend sa source peu avant le village.

## Démographie
- Sources:INS, Rem:1831 jusqu'en 1970=recensements, 1976= nombre d'habitants au 31 décembre

## Histoire
Les grandes et nombreuses abbayes brabançonnes se partageaient le territoire (comprenant charges et profits) de nombreuses localités. En effet, au Moyen Age, Mellery dépendait en grande partie de l'abbaye bénédictine de Gembloux, qui, au début du XVIIe siècle, en arrenta la seigneurie à l'abbaye de Villers. La vocation économique du village fut de tout temps agricole.
Mellery fut l'un des villages où eurent lieu des vols pour lesquels la bande noire fut jugée en 1862.
Mellery a fait, dans les années 1980, la une de l'actualité pour sa sablière qui a donné lieu à d'importants travaux de réhabilitation à la suite d'enfouissements illégaux de déchets.